# 가스통 바티
장바티스트마리가스통 바티(Jean-Baptiste-Marie-Gaston Baty, 1885년 5월 26일 ~ 1952년 10월 13일)는 프랑스의 연출가다.
바티는 유럽의 연출가로서는 보기 드물게 배우를 겸하지 않았다. 청년 시대에는 극작가에 뜻을 두고 독일에서 공부하였고, 막스 라인하르트의 영향을 받아 제미에와 알게 되어, 조수로 일하고, 1923년 소극단 '환상(幻想)의 친구'를 만들었다. 샹젤리제 극장 안의 소극장 스튜디오 데 샹젤리제에 초빙되어 걍총의 《창부(娼婦) 마야》와 르노르망의 《열풍》(熱風)으로 성공, 연출력을 인정받았다. 1930년부터는 몽파르나스 괴테가(街)의 소극장 '괴테 몽파르나스 극장'에 틀어박혀 있으면서 주로 《보바리 부인》 《죄와 벌》 《마농 레스코》 등 소설의 각색과 뮈세의 희곡 등을 수많은 장면으로 나누어서 연출하는 데 놀라운 솜씨를 보였다.
그는 단순히 희곡에 충실한다는 데에 만족하지 않고, 언어의 표현력이 미치지 못하는 곳을 무대적 요소로 연장시키는 것에 연출의 역할이 있다고 주장했으나 이는 연출가의 전횡(專橫)이라는 비난을 받았다. 그러나 그의 상상력의 풍부함과 무대 요소, 특히 조명의 사용에 의한 시각적인 예술성은 아무도 부인할 수가 없었다. 만년에는 고향인 리옹에서 인형극에 열중하였다.